# Archyala
Archyala is een geslacht van vlinders van de familie echte motten (Tineidae).

## Soorten
- A. culta Philpott, 1931
- A. lindsayi (Philpott, 1927)
- A. opulenta Philpott, 1926
- A. pagetodes (Meyrick, 1911)
- A. paraglypta Meyrick, 1889
- A. pentazyga Meyrick, 1915
- A. terranea (Butler, 1879)
- A. tigrina Philpott, 1930